# گروس دونگن
گروس دونگن (به آلمانی: Groß Düngen) یک منطقهٔ مسکونی در آلمان است که در باد زالدتفورث واقع شده‌است. گروس دونگن ۱٬۱۴۲ نفر جمعیت دارد.